# Carpentras

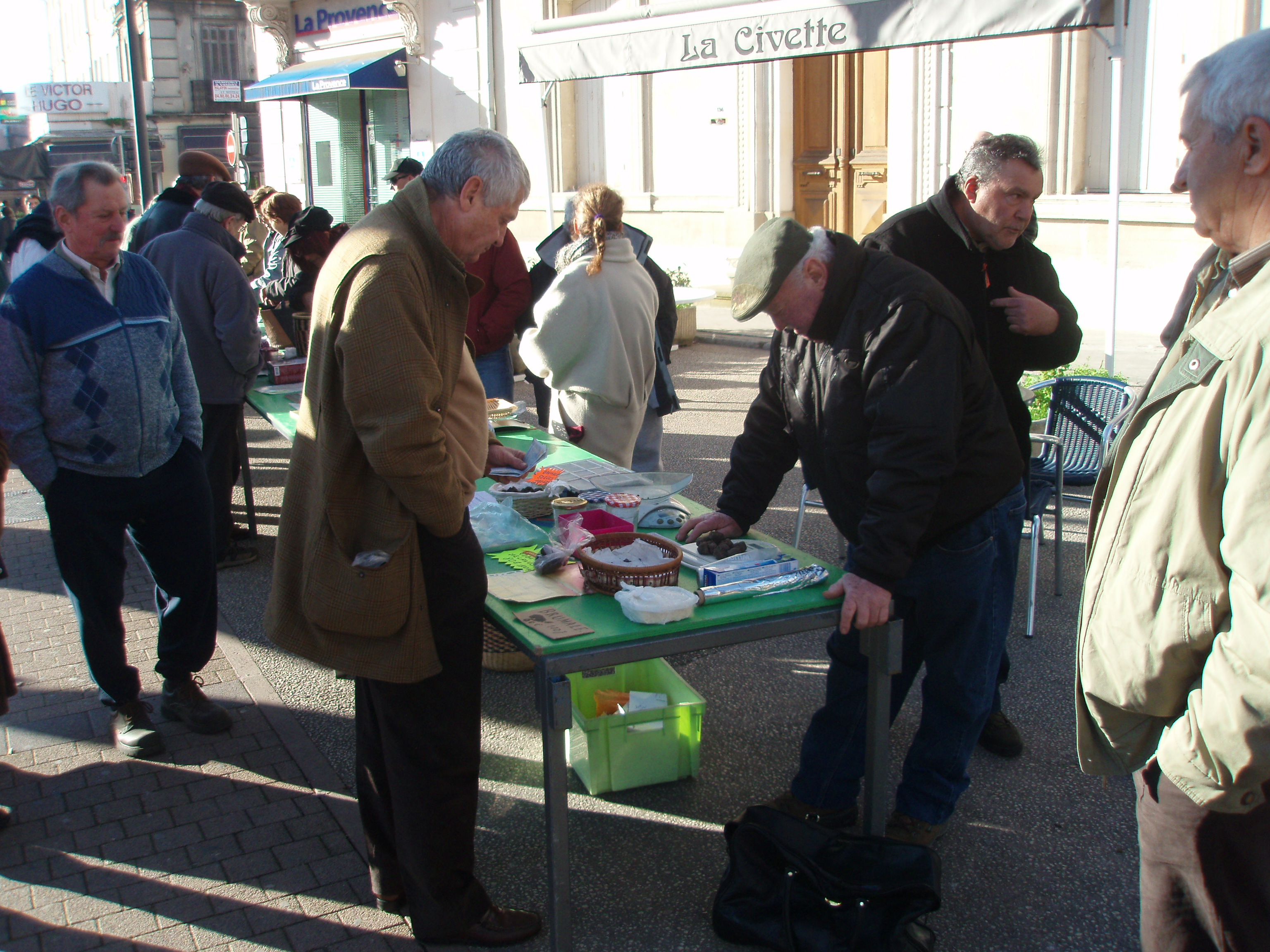
Chợ nấm cục ở Carpentras.

Carpentras (Provençal Occitan: Carpentràs theo chuẩn cổ điển hay Carpentras theo chuẩn Mistralian) là một xã trong tỉnh Vaucluse thuộc vùng Provence-Alpes-Côte d’Azur ở đông nam nước Pháp. Xã này nằm ở khu vực có độ cao trung bình 95 mét trên mực nước biển.
Xã nằm hai bên hai bờ sông Auzon, một nhánh của sông Ardèche.

## Người địa phương nổi tiếng
Carpentras là nơi sinh của:
- Carpentras (cũng có tên là Elzéar Genet) (khoảng 1470–1548), nhà soạn nhạc thời Phục hưng.
- Louis Archimbaud (1705–1789), nhà soạn nhạc và là nhạc công organ của nhà thờ Carpentras
- Joseph Duplessis (1725–1802), họa sĩ
- Alexis-Vincent-Charles Berbiguier de Terre-Neuve du Thym, (1765–1851), tác gia
- François-Vincent Raspail (1794–1878), nhà hóa học, nhà tâm lý học, nhà xã hội học
- Édouard Daladier (1884–1970) cựu thủ tướng Pháp đầu giai đoạn thế chiến 2
- Christophe Maé(1975–), ngôi sao ca nhạc.

## Kết nghĩa
- Vevey, Thụy Sĩ
- Seesen, Đức